# Сарпанг (џонгхаг)
Сарпанг је један од двадесет џонгхага (округа) у Бутану. Налази се у јужном делу Бутана. Административни центар је град Сарпанг, а највећи град је Галепху.
Простире се дуж индијске границе, према индијским државама Асам и Западни Бенгал. У Сарпангу се налази резерват за животиње Пхибсу.
Доминантни језик у Сарпангу је непалски, индоевропски језик који говори народ Лоцампа. У североисточном делу Сарпанга се говори језиком Кенг.

## Административна подела
Џонхгак Сарпанг је подељен на 12 гевога.
- Гакилинг
- Гелепху
- Декилинг
- Џигмечоелинг
- Самтенлинг
- Сенге
- Сержонг
- Сомпангкха
- Тарејтанг
- Умлинг
- Чхудзом
- Чхузаганг